# François Rose
François Rose (* 1959 in Montreal) ist ein kanadischer Komponist und Musikpädagoge.

## Leben
Rose studierte an der McGill University Komposition bei Bruce Mather, Bruce Pennycook und John Rea. Von 1989 bis 1991 setzte er als Stipendiat des Canada Council seine Ausbildung am Pariser Konservatorium in den Fächern Komposition und Instrumentation bei Gérard Grisey und in Computermusik am IRCAM bei Tristan Murail fort. An der University of California, San Diego erlangte er 1991 als Schüler von Brian Ferneyhough und Roger Reynolds den Grad eines Ph.D. in Komposition und arbeitete im Computer Audio Research Laboratory mit F. Richard Moore zusammen. Er gab Gastvorlesungen und Kanada, Polen, Frankreich und Deutschland – u. a. bei den Darmstädter Ferienkursen 1994 und am IRCAM 1996 – und ist seit 1997 Professor für Komposition, Harmonielehre und Orchestration an der University of the Pacific. An der Stanford University unterrichtet er Harmonielehre, Komposition und Musiktheorie.
Die Kompositionen Roses wurden in Nord- und Südamerika, Europa und Australien aufgeführt. 1986, 1987 und 1988 gewann er Preise beim Kompositionswettbewerb der Performing Rights Organization of Canada (PROCanada). Mit Face à face gewann er 1990 den Preis der polnischen Urheberrechtsorganisation ZAiKS bei der Kazimierz Serocki International Composers’ Competition, 2001 mit Le Souvenir de l’Oubli den Zweiten Preis beim Kompositionswettbewerb zum Gedenken an Edward Grieg in Oslo. Neben seiner Arbeit als Komponist forscht er auf dem Gebiet der computerunterstützten Orchestration und der Orchestration traditioneller japanischer Musik und schreibt Artikel für Zeitschriften wie Perspectives of New Music.